# Verge de la cadernera
La Verge de la cadernera (en italià Madonna del cardellino) és una pintura de l'artista renaixentista italià Raffaello Sanzio, datada cap a 1506. És una pintura a l'oli sobre taula amb unes dimensions de 107 centímetres d'alt per 77 cm d'ample. Es conserva en la Galleria degli Uffizi de Florència, Itàlia.

## Història
És una Verge de la cadernera executada durant l'estada de Rafael a Florència. La Verge va ser un regal de noces de Rafael al seu amic Lorenzo Nasi. El 17 de novembre de 1548, la casa de Nasi va quedar destruïda per un terratrèmol, i la pintura es va partir en disset fragments. Del ràpid dany, escriu Giorgio Vasari l'any 1568: «Van trobar les peces entre el morter de les ruïnes. Van anar a veure Battista, fill de Lorenzo, molt amant de l'art, perquè les refés de la millor manera que pogués». Va ser restaurada poc després, però el dany encara resulta visible.
L'anàlisi amb Radiació X va permetre veure les fractures entre les peces, farcides per nova pintura. La cantonada inferior esquerra va ser completament refeta, així com un rectangle corresponent a la cama de Jesús.
Entre l'any 2000 i el 2002 es van fer recerques per a una nova restauració, acabada en 2005.
El quadre va ser sotmès a una reflectografia infrarroja que va posar en evidència un dibuix preliminar a escala 1:1. Les diferències respecte a l'obra acabada en les figures són poques i no decisives; més importants són les relatives al paisatge.
El pont a la dreta era inventat, sense traços de pols, mentre que a l'esquerra havien d'aparèixer una torre i un edifici cilíndric, que en el quadre s'han transformat en un espai obert.
Altres diferències són les que es refereixen a l'escot del vestit de la Verge, que en el cartró era més mòrbid i no quadrat, i en l'orella de Joan Baptista, que resulta en una posició més alta.

## Anàlisi
En aquesta pintura, com en la major part de les Verges del seu període florentí, Raffaelo va col·locar les tres figures (la Mare de Déu, el Nen Jesús —a la dreta— i Joan Baptista) dins d'un dibuix geomètric. Encara que les posicions dels tres cossos són naturals, junts formen un triangle pràcticament regular.
La Verge sosté un llibre, la qual cosa permet identificar-la com a Seus Sapientiae («Seient de la Saviesa»). La cadernera és un símbol de la futura mort violenta de Crist. Sant Joan ofereix la cadernera a Crist com a advertiment en relació amb el seu futur.
La influència leonardesca s'evidencia en molts trets de l'obra, com l'estructura piramidal i el clarobscur També es nota en la foscor del terreny i en el tractament atmosfèric del paisatge del fons, que es perd en les boires de l'horitzó. Els rostres del Baptista i de Crist tenen una empremta leonardesca en l'esfumat que els envolta i en els trets somàtics.